# 本多忠憲
本多 忠憲（ほんだ ただのり、安永3年8月25日（1774年9月30日） - 文政6年5月2日（1823年6月10日））は、江戸時代後期の有職故実家。伊勢神戸藩主本多忠永の六男。通称・甲馬、靱負。字は心水。号は華陽、松濤庵、清風居、回芳斎など。
柴山徳豊に和歌を、伊勢流中興の祖・伊勢貞丈の孫である伊勢貞春に伊勢流武家故実を学び、多くの著書を著した。主な著書には『上覧乗馬の記』・『差物考』・『兜之考』・『弓術流派』・『小鳥丸剣考』・『差縄』などがある。
伴直方・小山田与清・屋代弘賢などとも親交が厚かった。
忠憲の門人である旗本・窪田清音（講武所頭取）は忠憲から与えられた伊勢流の師範免許をもって、武家故実類書13冊を残している。
墓所は神戸藩本多家一族の墓所がある霊巌寺にある。

## 著作
- 『上覧乗馬の記』
- 『差物考』
- 『本多木鎧考』
- 『弓術流派』
- 『小鳥丸剣考』
- 『差縄』
- 『荏柄正宗之圖』文化元年（1804年）
- 『南轡鞍之圖』文化元年（1804年）
- 『武器着具原始』文化元年（1804年）
- 『海無鞍之図』文化元年（1804年）
- 『諸鞍日記考註補遺』文化2年（1805年）
- 『上杉謙信柄鐔之圖并唐鎧之圖』文化2年（1805年）
- 『挂甲之図』文化4年（1807年）
- 『信長公篭手之図』文化5年（1808年）
- 『縨・髪掻・籾』文化5年（1808年）
- 『塵泥』文政9年（1826年）
- 『火打袋考』天保３年（1832年）
- 『大小刀佩始考』天保7年（1836年）
- 『楯考』
- 『火打袋之図』
- 『源氏不掃塵』
- 『安齋著述書目全』
- 『馬甲馬面之圖』
- 『伊勢物目録』
- 『柏挟考』
- 『提灯考』
- 『踏鐙考』
- 『具都和図考』
- 『武具着具原始考』
- 『火打袋之図』